# May’n
Мэи Накабаяси (яп. 中林 芽依 Накабаяси Мэи, род. 21 октября 1989 года в Нагое) — японская J-Pop-певица, работающая при поддержке агентства талантов Horipro и с 2007 года лейбла Victor Entertainment (в 2005—2007 Universal Music).
В 2003 году, в возрасте 13 лет, она участвовала в 28-м конкурсе «Horipro — Talent Scout Caravan — Love Music — Audition» (яп. ホリプロ・タレントスカウトキャラバン・ラブミュージック・オーディション. Хорипуро Тарэнто сукауто кярабан Рабу мюзикку О:дисён) и из 34 911 участников попала в четвёрку лучших.
В 2005 году она дебютировала со своим синглом «Crazy Crazy Crazy», который позже был переиздан как дополнительный трек. Её второй сингл, «Sympathy», вышел в том же году.
В 2006 году она исполнила закрывающую композицию аниме Love Get Chu ~Miracle Voice Actress Hakusho~.
В 2007 году озвучила Шерил Ноум в аниме Macross Frontier.
В январе 2008 года она взяла псевдоним May’n (от May Nakabayashi).
В 2009 году исполнила открывающую композицию аниме Shangri-La.
В 2010 году исполнила открывающую композицию аниме Okami-san.
В 2011 году исполнила открывающую композицию аниме Hidan no Aria.
В 2013 году исполнила открывающую композицию аниме Blood Lad.